# Austrotinodes mexicanus
Austrotinodes mexicanus is een schietmot uit de familie Ecnomidae. De soort komt voor in het Nearctisch gebied.